# Sallee-Schneefeld
Das Sallee-Schneefeld ist ein großes Schneefeld im westantarktischen Queen Elizabeth Land. In den Pensacola Mountains liegt es zwischen dem Dufek-Massiv und der nördlichen Forrestal Range.
Der United States Geological Survey kartierte es anhand eigener Vermessungen und mithilfe von Luftaufnahmen der United States Navy aus den Jahren von 1956 bis 1966. Das Advisory Committee on Antarctic Names benannte es 1968 nach Lieutenant Commander Ralph William Sallee (* 1927), Assistenzmeteorologe im Kommandostab der Unterstützungseinheiten der US Navy in Antarktika in den Jahren 1967 und 1968.